# Artur Kotenko
Artur Kotenko (* 20. August 1981 in Tallinn) ist ein ehemaliger estnischer Fußballtorhüter. 

## Karriere

### Verein
Artur Kotenko begann seine Karriere im Jahr 1992, wo er ein Jahr in der Jugendmannschaft des FC Puuma spielte. Erst 1998 unterschrieb er seinen ersten Profivertrag bei KSK Vigri Tallinn. Dort wurde er kein Stammspieler und wechselte 1999 zum Stadtrivalen FC Lantana Tallinn. Auch dort kam er nicht regelmäßig zum Einsatz und wechselte ein Jahr später zu Kauhajoen Karhu. Weitere Stationen war der FC Levadia Tallinn, welcher damals noch FC Levadia Maardu hieß, und JK Vaprus Pärnu. Im Januar 2001 ging er zum FC Levadia Tallinn zurück, wo er den sportlichen Durchbruch schaffte. Er gewann den estnischen Fußball-Supercup 2001, sowie die Meistriliiga 2004, 2006 und 2007. Nach 142 Ligaspielen und einem Ligator verließ er im Dezember 2007 den Verein in Richtung Norwegen zu Sandnes Ulf. Nach nur einem Jahr verließ er den Verein und absolvierte ein zweiwöchiges Probetraining beim englischen Verein Nottingham Forest. Allerdings kam kein Wechsel zustande. Daraufhin unterschrieb er am 9. Februar 2009 einen Vertrag bei Viking Stavanger. Erst am 25. Oktober absolvierte er sein Ligadebüt, musste aber nach nur 25 Minuten mit einer roten Karte vom Feld, nachdem er den Ball außerhalb ds 16-Meterraums mit der Hand gespielt hatte.
Im Juli 2010 wechselte er zum zyprischen Verein AE Paphos, wo er einen Einjahresvertrag unterschrieb, mit Option auf ein weiteres Jahr. Im Juli 2011 verließ er die Mittelmeerinsel Zypern und wechselte im August 2011 zum aserbaidschanischen Erstligisten FK Ravan Baku. Bereits im Oktober, und nach vier Einsätzen in der Premyer Liqası wurde der laufende Vertrag aufgelöst. Im Januar 2012 unterschrieb er einen Vertrag beim FF Jaro aus der finnischen Veikkausliiga bis Saisonende. Im Jahr 2013 unterschrieb er bei Dnjapro Mahiljou aus Belarus für eine Saison und wechselte danach innerhalb Belarus zu Schachzjor Salihorsk. Dort blieb er bis zum Februar 2017, woraufhin er wieder zurück in sein Heimatland, diesmal zum JK Trans Narva, wechselte. Von dort aus ging es dann 2019 landesintern weiter zum FC Levadia Tallinn.

### Nationalmannschaft
Kotenko spielte im Jahr 2004 erstmals in der estnischen Fußballnationalmannschaft. Seitdem bestritt er 27 Länderspieleinsätze für sein Land.

## Titel und Erfolge
FC Levadia Tallinn
- Meistriliiga: 2004, 2006, 2007
- Estnischer Fußball-Supercup: 2001